# Tripodichthys
Tripodichthys är ett släkte av fiskar. Tripodichthys ingår i familjen Triacanthidae.
Kladogram enligt Catalogue of Life:
| Tripodichthys | \| \| Tripodichthys angustifrons \| \| \| \| \| \| Tripodichthys blochii \| \| \| \| \| \| Tripodichthys oxycephalus \| \| \| \| |
|               | \| \| Tripodichthys angustifrons \| \| \| \| \| \| Tripodichthys blochii \| \| \| \| \| \| Tripodichthys oxycephalus \| \| \| \| |
|               | Pseudotriacanthus |
|               | |
|               | Triacanthus |
|               | |
|               | Trixiphichthys |
|               | |
|               | Tripodichthys angustifrons |
|               | |
|               | Tripodichthys blochii |
|               | |
|               | Tripodichthys oxycephalus |
|               | |

|  | Tripodichthys angustifrons |
|  |                            |
|  | Tripodichthys blochii      |
|  |                            |
|  | Tripodichthys oxycephalus  |
|  |                            |